# Рассыпная (приток Уфы)
Рассыпная — река в России, протекает в Челябинской области. Устье реки находится в 713 км по правому берегу реки Уфа. Исток — на северо-западном склоне горы Берёзовая, возле посёлка Табуска. Длина реки составляет 11 км.
Имеет правый приток — реку Табуска, одноименную с соседней рекой Табуска, протекающей чуть южнее.

## Данные водного реестра
По данным государственного водного реестра России относится к Камскому бассейновому округу, водохозяйственный участок реки — Уфа от Нязепетровского гидроузла до Павловского гидроузла, без реки Ай, речной подбассейн реки — Белая. Речной бассейн реки — Кама.
По данным геоинформационной системы водохозяйственного районирования территории РФ, подготовленной Федеральным агентством водных ресурсов:
- Код водного объекта в государственном водном реестре — 10010201112111100020582
- Код по гидрологической изученности (ГИ) — 111102058
- Код бассейна — 10.01.02.011
- Номер тома по ГИ — 11
- Выпуск по ГИ — 1